# Elisabet Strid
Elisabet Strid (* 25. Januar 1976 in Malmö) ist eine schwedische Opernsängerin in der Stimmlage Sopran.

## Biografie

### Ausbildung und erste Auftritte
Elisabet Strid besuchte ein Musikgymnasium in Malmö, wo ihr Talent für klassischen Gesang entdeckt wurde und auch Übungsmöglichkeiten im Ensemble bestanden. Mit 18 Jahren begann sie mit Gesangsunterricht bei Karin Mang-Habashy, die sie auf die Aufnahmeprüfung der Opernakademie in Stockholm vorbereitete. Von 2000 bis 2004 studierte sie dort bei Christina Öquist-Matton Gesang. Erste Bühnenerfahrung sammelte sie mit ihrem Debüt an der Vadstena Akademie als Byrgitta in der 2003 komponierten gleichnamigen Oper von Carl Unander-Scharin. Nach Abschluss des Studiums folgte ein Engagement an der Norrlandsoperan in Umeå, wo sie 2005 als Liù in Turandot debütierte. Ihr internationales Wirken begann sie 2007 als Sieglinde in Die Walküre an der Lettischen Nationaloper Riga.

### Entwicklung als Opernsängerin
Ihr Repertoire bildeten zunächst neben Dvořáks Rusalka und einigen Puccini-Rollen vor allem jugendlich-dramatische Partien in Opern von Richard Wagner. Ihr Debüt bei den Bayreuther Festspielen gab sie 2013 als Freia in Das Rheingold. Vor allem als Gast am Opernhaus Leipzig entwickelte sie sich als Wagner-Interpretin weiter und trat dort 2015 erstmals als Brünnhilde in Siegfried auf, wofür ihr eine noch lyrische Stimme mit genügend Kraft für die hohen Gesangslinien bescheinigt wurde. Hinzu kamen an diesem Haus die Senta in Der fliegende Holländer, die Elisabeth in Tannhäuser, die Sieglinde in Die Walküre und als Rollendebüt die Eva in Die Meistersinger von Nürnberg. Diese vier Rollen stellte sie auch bei dem Projekt Wagner 22, einer chronologischen Aufführungsserie sämtlicher Wagner-Opern im Sommer 2022 in Leipzig dar. Hinzu kamen dann ähnlich ausgerichtete Rollen in Opern von Richard Strauss, insbesondere 2016 die Chrysothemis in Elektra und seit 2017 die Salome, als die sie 2019 auch am Teatro Comunale di Bologna debütierte.

### Opernrollen und Engagements (Auswahl)
| Debüt in  | Rolle                                | |
| --------- | ------------------------------------ | --- |
| 2006      | Rusalka (Rusalka)                    | - Norrlandoperan, Umeå - Palacio de Bellas Artes, Mexiko (2011) |
| 2007      | Sieglinde (Die Walküre)              | - Lettische Nationaloper, Riga - Lyric Opera of Chicago (Nov. 2017, Hausdebüt) - Deutsche Oper am Rhein (Jan. 2018) - Göteborgs Operan (Dez. 2019) - Teatro Real Madrid (Feb. 2020) |
| Apr. 2010 | Elisabeth (Tannhäuser)               | - Den Norske Opera, Oslo - Opernhaus Leipzig (März 2018) - Hong Kong Arts Festival (März 2019)                                                                                      |
| Dez. 2010 | Cio Cio San (Madama Butterfly)       | Finnische Nationaloper, Helsinki |
| 2011      | Gutrune (Götterdämmerung)            | Lettische Nationaloper, Riga |
|           | Giorgetta (Il tabarro)               | - Finnische Nationaloper, Helsinki (Sep. 2011) - Den Norske Opera, Oslo (Okt. 2018)                                                                                                 |
| 2013      | Freia (Das Rheingold)                | Bayreuther Festspiele |
| 2013      | Senta (Der fliegende Holländer)      | - Michigan Opera House Detroit - Opéra de Lille (März 2017) - Müpa Budapest (Juni 2018) - Staatsoper Stuttgart (Juni 2019) - Royal Opera House London (Feb. 2024)                   |
| Apr. 2015 | Brünnhilde (Siegfried)               | - Opernhaus Leipzig - Müpa Budapest (Juni 2016) |
| Sep. 2016 | Chrysothemis (Elektra)               | Finnische Nationaloper, Helsinki |
| Juni 2017 | Salome (Salome)                      | - Opernhaus Leipzig - Israeli Opera Tel Aviv (Jan. 2019) - Teatro Comunale di Bologna (Feb. 2019)                                                                                   |
| Mai 2019  | Lisa (Pique Dame)                    | Deutsche Oper am Rhein |
| Okt. 2021 | Eva (Die Meistersinger von Nürnberg) | Opernhaus Leipzig |
| Mai 2022  | Els (Der Schatzgräber)               | Deutsche Oper Berlin |

## Diskografie
- Leuchtende Liebe, Arien aus Opern von Beethoven und Wagner. Elisabet Strid, Bulgarian National Radio Symphony Orchestra, Ivan Anguelov. CD, OehmsClassics, 2016.
- Franz Schreker: Der Schatzgräber. Mit Elisabet Strid als Els, Deutsche Oper Berlin, Regie Christoph Loy, musikalische Leiting Marc Albrecht. DVD/Blu-ray, Naxos, 2023